# Maďarské království
Maďarské království (maďarsky Magyar Királyság), existující v letech 1920 až 1946, byla konstituční monarchie bez krále pod vedením regenta – admirála Miklóse Horthyho.

## Vznik Maďarského království
Když dne 1. srpna 1919 padla komunistická Maďarská republika rad, nastalo v Maďarsku období politické nestability a soupeření o moc. Situace se stabilizovala po volbách v lednu 1920. Vítězně z bojů vyšly Malorolnická strana a Strana křesťansko-národního sjednocení. Prvním úkolem vlády bylo stanovit formu státního zřízení a zvolit hlavu státu. 1. března 1920 maďarské národní shromáždění (kde měly výraznou převahu konzervativní síly) vyhlásilo Maďarské království.
Shromáždění se ale rozhodlo nepovolat posledního rakouského císaře Karla I., který měl na uherskou korunu legitimní nárok. Místo něj byl prohlášen admirál ve výslužbě a válečný hrdina Miklós Horthy za regenta Maďarského království, a to na neomezenou dobu. V březnu a v říjnu 1921 se sice Karel I. pokusil znovuzískat uherský trůn (poprvé formou přesvědčování, podruhé ozbrojenou silou), oba pokusy ovšem Horthy překazil (při druhém porazil u Budapešti Karlovy jednotky) a koncem roku byli Habsburkové oficiálně detronizováni. Karel I. byl přinucen odejít do exilu a Horthy zůstal regentem po dobu 24 let, kdy maďarskému „království bez krále“ vládl admirál bez loďstva.

## 20. léta

### Trianonská smlouva
Trianonskou smlouvou, podepsanou 4. června 1920, byly stanoveny nové hranice Maďarska jakožto nástupnického státu Uherska. Maďarsko ztratilo celých 71,5 % svého území. Území bylo rozděleno mezi státy sousedící s Maďarským královstvím:
- Československá republika – Slovensko, Podkarpatská Rus
- Rumunské království – Sedmihradsko (Transylvánie), Banát
- Království SHS - Království chorvatsko-slavonské, Vojvodina, Banát
- Rakousko – Burgenland

Podpisem smlouvy se Maďarské království také zavázalo k platbě válečných reparací, k zachování vlastní suverenity (nesmělo se již nikdy spojit s Rakouskem) a velikosti armády překračující počet 35 000 mužů.
Ztráta území a obyvatel, (každý čtvrtý Maďar se ocitnul na území cizího státu) vedla ke zhoršení ekonomické a hospodářské situace. Maďarské království přišlo o všechny solné doly, o všechny doly těžící drahé kovy a o 90 % veškerých lesů v bývalých Uhrách.

### Po Trianonu
Vláda Pála Telekiho provedla v prosinci 1920 slibovanou pozemkovou reformu, kolem 400 tisíc bezzemků dostalo v průměru asi 1,5 hektaru půdy. Roku 1921 byl vydán zákon o účinnější ochraně pořádku ve státě, který byl namířen především proti komunistům a pravicovým extrémistům. Tento zákon poslal do vězení budoucí vůdce Maďarska Mátyáse Rákosiho a Ference Szálasiho.
Na jaře 1921 se poslední Habsburk Karel I. na základě ústní podpory francouzského ministerského předsedy Aristida Brianda pokusil získat zpět maďarský trůn. Inkognito přicestoval do města Szombathely, kde mu vyjádřili podporu významní politici a důstojníci, včetně ministerského předsedy Telekiho. Následně se vydal do Budapešti, aby převzal od Horthyho úřad hlavy státu. Po vzrušené debatě Horthy krále přesvědčil, že to není možné udělat okamžitě, a Karel se tak vrátil do Szombathely s Horthyho příslibem, že předání vlády umožní do tří týdnů. Místo toho ovšem Horthy upevnil svou moc a záhy přinutil Karla k odchodu ze země. Pál Teleki pak byl nucen rezignovat a čistky zaměřené proti legitimistům a podporovatelům Habsburků se rozběhly v politických i vojenských kruzích. Do křesla předsedy vlády se 14. dubna 1921 posadil István Bethlen.

### Bethlenova éra
Již v říjnu 1921 se Karel I. opět pokusil získat trůn Maďarského království. 20. října přiletěl ze Švýcarska letadlem a následujícího dne sestavil v Šoproni prozatímní vládu a přejal vrchní velení nad vojskem plukovníka Antonína Lehára (bratra známého skladatele Franze Lehára). 22. října jeho „Královská armáda“ vyrazila vlakem na Budapešť. Cesta se změnila v triumfální pochod: Na nádražích jej vítaly davy lidí, vojenské posádky, které dostaly příkaz krále zadržet, se přidávaly na jeho stranu, železničáři, kteří dostali příkaz demontovat na trati koleje, to odmítli udělat. 23. října Karlova armáda dorazila k Budapešti na předměstí Büdaörs. Horthy byl zaskočen a kvůli nedostatku jiných možností se uchýlil k tomu, že nechal rozdat zbraně studentům, kterým namluvil, že na město táhne československá armáda. Druhému restauračnímu pokusu se však stala osudnou zrada jednoho z Karlových velitelů, generála Hegedüse. Jeho přičiněním dostaly při vyjednávání o příměří Horthyho jednotky výhodnější pozice a následně dohodnuté příměří porušily. Vládní vojska pod vedením budoucího premiéra Gyuly Gömböse tak nakonec porazila královu armádu a Karel byl za asistence Dohodových mocností deportován ze země do exilu na ostrov Madeira, kde o pár měsíců později zemřel na zápal plic. Aby už nemohlo docházet k podobným pokusům a také na nátlak západních mocností, přijalo národní shromáždění dne 6. listopadu 1921 zákon o detronizaci Habsburků.
Obnova politické stability ovšem souvisela s úspěšnou rekonstrukcí maďarského hospodářství.
Tomu měla napomoci půjčka od Společnosti národů. Maďarské království získalo od Itálie a Spojeného království částku 250 milionů zlatých korun. V roce 1925 byly zahájeny průzkumné práce u nalezišť bauxitu v Zadunají a u Veszprému. K posílení stabilizace došlo se zavedením nové měny pengő 1. ledna 1927.
Dne 5. dubna 1927 byla podepsána maďarsko-italská smlouva o vzájemném přátelství a spolupráci. Maďarské království se tak vymanilo z mezinárodní izolace. Ovšem roku 1929 maďarské hospodářství těžce zasáhla Velká hospodářská krize. Zpočátku došlo k výraznému poklesu cen zemědělských produktů. Následovalo propouštění z továren. Nespokojenost obyvatel vyvrcholila 1. září 1930 masovou demonstrací v Budapešti, která byla potlačena střelbou policejních sborů. Tento vývoj nahrával levicovým organizacím, angažovat se začala ilegální komunistická strana. István Bethlen po 10 letech působení rezignoval a regent Miklós Horthy jmenoval premiérem Gyulu Károlyiho.

## Třicátá léta

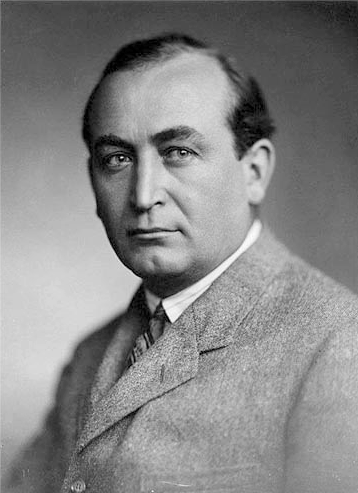
Gyula Gömbös

Gyula Károlyi zastával tento post jen krátce, 1. října 1932 byl na jeho místo dosazen pravicový extrémista Gyula Gömbös. Ten v rozhlase představil svůj program o 95 bodech nazvaný Národní pracovní plán. Následně po návštěvách Gömböse v Itálii a Německu podepsalo v březnu 1934 Maďarské království spolu s Rakouskem a Itálií tzv. Římské protokoly.
Na domácí politické scéně vedl Gyula Gömbös, který zvítězil i v předčasných volbách konaných roku 1935. Polovina poslanců parlamentu se hlásila ke krajní pravici. Fašistický fanatik Ferenc Szálasi založil ve stejném roce Nemzeti Akaratnak Pártja (Strana národní vůle). V říjnu 1936 Gyula Gömbös umírá a na jeho místo je jmenován konzervativec Kálmán Darányi, který se několikrát pokusil potlačit nacizující tendence v zemi. V dubnu 1937 nechal zatknout Szálasiho a zakázal jeho stranu, když se objevily důkazy o připravovaném nacistickém převratu. Jenomže Szálasi byl brzy propuštěn a 23. října založil novou Maďarskou národně socialistickou stranu, nazývanou Strana Šípových křížů. Následně byl v červnu 1938 Szálasi opět uvězněn.
Kálmán Darányi vyhlásil 5. března 1938 Györský program s cílem přezbrojit armádu a zvýšit její početní stav. Následně byl 13. května premiér odvolán. Jeho nástupcem se stal finanční expert Béla Imrédy. 20. srpna 1938 se v Maďarském království konaly velkolepé oslavy u příležitosti 900. výročí smrti krále Štěpána I. Uherského.
Béla Imrédy vedl československo-maďarské jednání konané 8. října 1938 v Komárně, které skončilo neúspěchem. V důsledku Mnichovské dohody podepsané 29. září 1938 získalo Maďarské království 2. listopadu 1938 Vídeňskou arbitráží území o rozloze 12 000 km². Jednalo se o jižní část Slovenska obydlenou především Maďary a část Podkarpatské Rusi. Tu následně v březnu 1939 zabralo celou - Maďarská invaze na Podkarpatskou Rus.
V únoru 1939 se ujal vlády již podruhé Pál Teleki s úmyslem podpořit konzervativně nacionální politiku na úkor fašistických extrémistů.

## Druhá světová válka

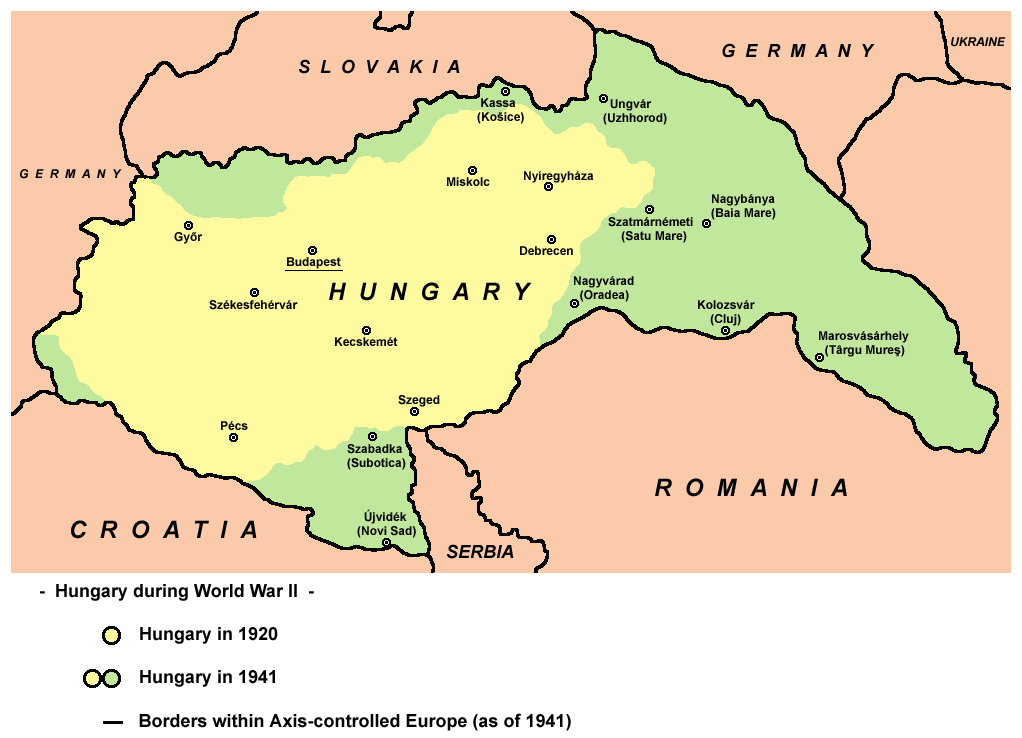
Území Maďarského království za druhé světové války:
Maďarské území po roce 1918 a 1946.
Území získané v letech 1938 – 1941.

Začátku druhé světové války, tedy útoku Třetí říše na Polsko, se Maďarské království neúčastnilo, naopak vyhlásilo neutralitu a přijalo na své území více než 100 000 uprchlíků z Polska. Někteří z nich v zemi zůstali, část pokračovala přes Jugoslávii na západ.
V roce 1940 se Maďarské království chystalo vojensky napadnout Rumunské království a získat zpět území Sedmihradska (Transylvánie), obydlené Maďary. Část území o rozloze 43 000 km² Maďarskému království připadla 30. srpna 1940, na základě Druhé vídeňské arbitráže. Szálasi byl předčasně propuštěn a ihned se postavil do vedení Šípových křížů. Maďarské království se dne 20. listopadu, společně se Slovenským státem a Rumunskem, připojilo ke státům Osy.
Koncem března 1941 Hitler požadoval jednak umožnění volného průchodu německé armády přes území Maďarského království a jednak účast maďarských vojsk na vpádu do Jugoslávie. Maďarští politici stáli před složitým rozhodnutím. Buď ustoupí Němcům, poruší tak tři týdny starou smlouvu s Jugoslávií a definitivně přeruší poslední vazby se západními mocnostmi, nebo na druhou stranu získají nazpět část území obývané Maďary. Premiér Pál Teleki se pod vahou odpovědnosti zhroutil a 3. dubna 1941 se zastřelil. Jeho nástupce László Bárdossy, bývalý vyslanec v Berlíně, nařídil 11. dubna téhož roku pochod maďarské armády do Jugoslávie.
Počet obyvatel Maďarského království se od roku 1920 téměř zdvojnásobil a území se rozšířilo z 93 000 km² na 171 000 km². Ovšem za tyto zisky muselo Maďarská království zaplatit větší účastí ve válečných taženích. Dne 26. června 1941 shodily maskované německé letouny, které se vydávaly za sovětské, bomby na Košice.[zdroj⁠?!] Regent Miklós Horthy následně vyhlásil válku Sovětskému svazu.
Ke konci roku 1941 zastavila Rudá armáda postup německých vojsk u Moskvy. Německo požadovalo po všech svých satelitech, včetně Maďarského království, větší vojenskou účast.
V lednu 1942, na přímý rozkaz několika maďarských důstojníků, byl v regionu Bačka, který je součástí Vojvodiny, zavražděn velký počet srbských a židovských civilistů a jejich těla posléze naházena do Dunaje a Tisy.
Dne 9. března 1942 byl dosavadní premiér László Bárdossy nahrazen konzervativním zemědělským odborníkem Miklósem Kállayem.
V létě 1942 byla na východní frontu poslána další maďarská armáda, posílená o „trestné prapory“, v nich byly především aktivisté ilegální komunistické strany, odpůrci režimu apod. Výběžek donské fronty byl prodlouženým křídlem stalingradského bojiště. U Stalingradu chtěl Hitler rozhodnout válku ve svůj prospěch. Donská fronta měla podle jeho názoru podřadný význam, proto tam byla posílána vojska Itálie, Maďarska a Rumunska, podporovaná německým dělostřelectvem a německým polním četnictvem. Německé dělostřelectvo mělo držet v šachu sovětské dělostřelectvo a hlavním úkolem německého polního četnictva bylo hlídat italská, maďarská a rumunská vojska. Pokud mělo německé polní četnictvo podezření ze zbabělosti či nespolehlivosti satelitních jednotek, potrestalo je jedním ze čtyř trestů:
- Trest prvního stupně – německé polní četnictvo uzavřelo veškeré příjezdové cesty k podezřelým útvarům. Zabránilo tak zásobování potravinami, léčivy a municí.

- Trest druhého stupně – německé polní četnictvo zatklo šest, dvanáct, osmnáct nebo dvacet čtyři podezřelých vojáků a pověsili je za ruce před palebné postavení na dobře viditelné místo.

- Trest třetího stupně – německé polní četnictvo zatklo velitele podezřelého útvaru a na jeho místo dosadilo německého velitele, který se postaral o to, aby útvar dostal nesplnitelné bojové úkoly.

- Trest čtvrtého stupně – německé dělostřelectvo jakoby omylem zničilo svou palbou podezřelé satelitní jednotky.

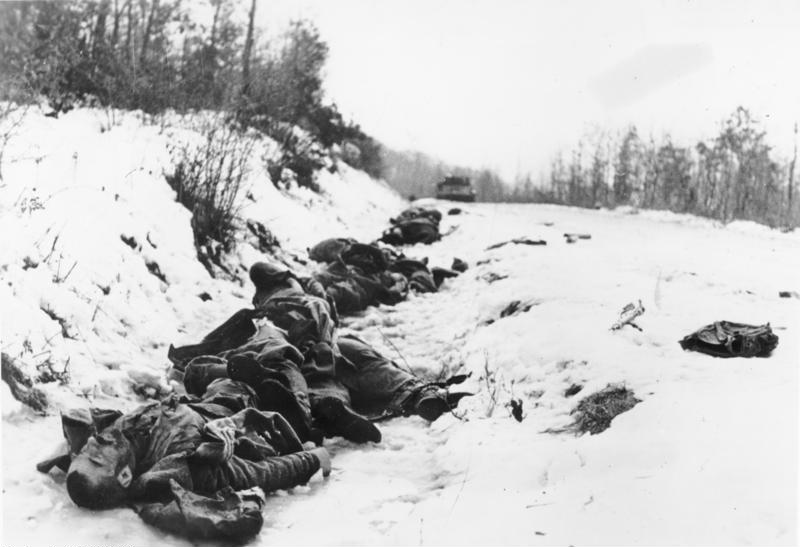
Mrtví vojáci během bojů v lednu 1945 na území Maďarska.

Když byla dne 12. ledna 1943 zahájena sovětská ofenzíva na Donu, umrzly ve čtyřicetistupňových mrazech tisíce honvédů. Následně uposlechl velitel maďarských honvédů Gusztáv Jány nesmyslný rozkaz od Hitlera, aby maďarská armáda během ústupu kladla odpor a zpomalila tak Rudou armádu. Německá vojska mezitím stihla uprchnout. Výsledkem tohoto nesmyslného rozkazu bylo 40 000 padlých, 35 000 zraněných a 60 000 zajatých honvédů.
Mezitím se Kállayova vláda snažila od roku 1942 vést tajná jednání se Spojenci. První pokusy začaly již v létě v Turecku, Švédsku a Švýcarsku, Britskou vládu ovšem tato jednání nezajímala. Na konci roku 1942 vláda Spojeného království informovala o svém postoji vlády Spojených států a Sovětského svazu. Prvním úspěchem bylo několik setkání maďarské delegace (vedené Albertem Szent-Györgyiem) s britskými diplomaty v Istanbulu. Podle podmínek z 9. září 1943 mělo Maďarské království snížit hospodářskou a vojenskou pomoc poskytovanou Německu, stáhnout své jednotky z území Sovětského svaz a v okamžiku, kdy armády Spojenců dosáhnou maďarských hranic, vyhlásit válku Německu. Kállay podmínky přijal, vše ovšem záviselo na tom, zda vstoupí spojenecké jednotky do Maďarského království přes Balkán nebo Itálii a hlavně, jestli před Rudou armádou nebo po ní. Maďarské království požadovalo, aby v případě vyhlášení války Německu bylo okupováno vojsky Spojených států a Spojeného království, nikoli Rudou armádou Sovětského svazu. Když ale bylo rozhodnuto, že se vojska USA a Spojeného království vylodí v Normandii a východní část střední Evropy osvobodí Rudá armáda, bylo od těchto plánů upuštěno. Kromě toho vstoupila maďarská vláda do kontaktu s princem Ottou Habsbursko-Lotrinským, synem posledního maďarského krále Karla I., a požádala ho, aby po skončení války stanul v čele případné federace podunajských národů. Kállay zmocnil Ottu Habsbursko-Lotrinského, aby vystupoval jako hlava státu Maďarského království, jakmile Horthy odstoupí, k čemuž ovšem nedošlo.

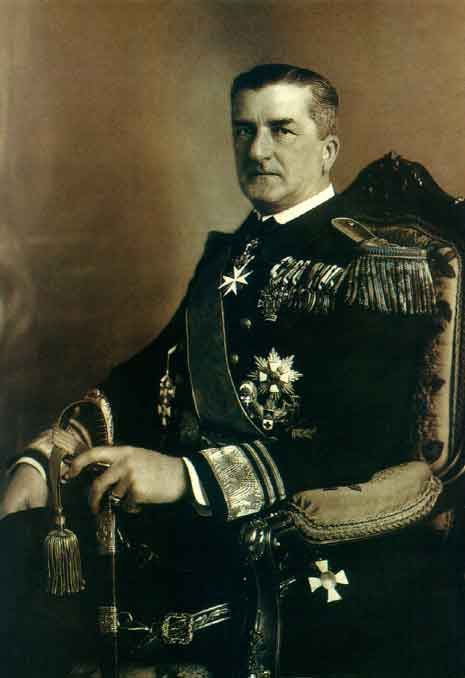
Miklós Horthy jako regent Maďarského království ve věku 75 let

Nicméně německá tajná služba věděla o Kállayových mírových plánech a Hitler na Horthym požadoval jeho odvolání. To regent odmítl. Z toho důvodu se v Berlíně začaly připravovat plány na přímou okupaci Maďarského království. Horthy byl pozván na vyjednávání do Klessheimu (dnes Rakousko), kde byl Němci dočasně zajat, aby nemohl vydat rozkaz k odporu. Hitler naléhal, aby okupaci povolil. Horthy nejprve odmítal, ale po výhrůžkách podvolil. Na rozkaz náčelníka generálního štábu nekladla maďarská armáda dne 19. března 1944 okupačním silám žádný odpor (tzv. Operace Margarethe).
Následně byl Miklós Kállay odvolán a na jeho místo nastoupil bývalý vyslanec v Berlíně Döme Sztójay. Ten sestavil novou vládu výhradně z politiků krajní pravice a zakázal opoziční strany. V hospodářské oblasti vláda schválila zvýšení vývozu potravin a surovin do Německa. Namísto stažení maďarských jednotek byly na frontu poslány další divize. Odpovědí na tyto kroky bylo bombardování Budapešti angloamerickými vzdušnými silami. První velký bombový útok postihl hlavní město 3. dubna 1944, následovalo dalších 19 náletů.
Až do této doby chránil Židy v Maďarském království před fyzickou likvidací zákon. Od 29. března 1944 začalo platit nařízení, které nutilo Židy nosit žlutou hvězdu. Člověk toho vyznání už také nemohl dále vykonávat povolání učitele, lékaře či advokáta. Židé byli shromažďováni v ghettech a následně transportováni do koncentračního a vyhlazovacího tábora Auschwitz - Birkenau (u Osvětimi). První takový transport vyjel 15. května 1944. Do konce června bylo z měst a venkova deportováno přes 440 000 židů, mužů, žen i dětí, z nichž se většina domů nikdy nevrátila. Horthy tyto deportace po několika měsících, na nátlak světových osobností reagující na svědectví dvou uprchlých vězňů, slovenských Židů (Rudolf Vrba a Alfréd Wetzler) počátkem července 1944 zastavil. Tímto činem zachránil život cca 200 000 maďarských Židů. Až do této doby Horthy údajně stále věřil tomu, že Židé jsou posíláni do táborů na nucenou práci a po jejím skončení se vrátí zpátky do Maďarska. Transporty Židů byly prováděny po železnici, v tzv. dobytčácích, vagonech pro dobytek, ve kterých byly jen dvě malé, úzké okýnka. Po válce se náhodou v Maďarsku v kovošrotu, před jejich likvidací, našly dle evidenčních čísel dva vagony, které byly použité pro transport maďarských židů do koncentračního tábora Auschwitz - Birkenau (Osvětim). Jeden vagon je vystaven na blízkém nádraží polského koncentračního a vyhlazovacího tábora Birkenau v Osvětimi, na slepé koleji a druhý vagon je přímo vystaven v původním táboře Auschwitz II - Birkenau, na kolejích vlečky, kde Němci hned prováděli první selekci vězňů. 
Na počátku srpna 1944 se Rudá armáda po mohutné ofenzívě dostala k linii Karpat. Nastalo to, čeho se Horthy a všichni přední politici obávali a to faktu, že Maďarsko bylo od počátku vzniku války na straně Německa a trvale posílalo maďarské vojáky na východní frontu. Před hranicemi stála sovětská vojska. Současně s průlomem fronty byla v Bukurešti svržena Antonescova vláda, Rumunsko požádalo o příměří a jeho armáda se postavila proti Německu.
Horthy odvolal vládu, začal sestavovat novou a současně zahájil jednání se Sovětským svazem. Dle předběžného příměří z 11. října 1944 se Maďarské království mělo vzdát území získaného po roce 1938 a vyhlásit válku Německu. Tento riskantní krok byl ovšem špatně připraven a když Horthy vyhlásil v rozhlasu příměří se Spojenci o den dříve, než bylo dohodnuto, tj. 15. října 1944, reagovali na to nacisté vysláním do Budapešti nechvalně proslaveného SS komanda vedeného Ottou Skorzenym a únosem Horthyho syna. Horthy byl nucen své prohlášení vzít zpět. Následně mu byla odebrána moc regenta Maďarského království a byl převezen do „ochranné vazby“ do Německa. Hlavou státu se stal jako „Vůdce národa“ vůdce Šípových křížů Ferenc Szálasi.

### Vláda národní jednoty
Po nacistickém převratu došlo k dalšímu vraždění a pronásledování Židů. Během akcí Šípových křížů přišla o život asi polovina z celkových 200 000 členů budapešťské židovské komunity.
Maďarský stát v té době již čelil blížící se okupaci Sovětským svazem, což přinášelo demolici maďarské infrastruktury ze strany ustupující armády Třetí říše. Dne 13. února 1945, po dvouměsíčním obléhání, byla Budapešť dobyta vojsky Rudé armády. 4. dubna 1945 po dlouhotrvajících a těžkých bojích dovršila Rudá armáda osvobození maďarského území. Tento den se později v Maďarské lidové republice stal státním svátkem.

## Poválečný vývoj
Existence novodobého Maďarského království končí s vyhlášením Druhé Maďarské republiky dne 1. února 1946. Jelikož bylo Maďarsko osvobozeno sovětskou Rudou armádou, odehrával se poválečný vývoj v plné režii Sovětského svazu. Vše vyvrcholilo 15. srpna 1949, kdy byla vyhlášena Maďarská lidová republika.